# Маска Ататюрка
Маска Ататюрка (тур. Atatürk Maskı) — великий рельєф з бетону, вкраплений в скелясту вершину, який зображає частину обличчя і голови Мустафи Кемаля Ататюрка, засновника сучасної Туреччини, розташований на південь від Кадіфекале (тур. Kadifekale) історичного замку Ізміра на 38°24′22″ пн. ш. 27°08′46″ сх. д. / 38.40611° пн. ш. 27.14611° сх. д. Монумент був завершений у 2009 році.
Маска Ататюрка висотою 42 м (138 футів) — це найвища рельєфна скульптура в Туреччині і десята у світі рельєфна скульптура. Вона побудована штучно, а не вирізана з частини гори, як гора Рашмор у Сполучених Штатах. Якщо бути конкретнішим, то пам'ятник являє собою сталеву конструкцію, що містить систему космічної ферми. Маска, на побудову якої витрачено було понад три роки, має висоту навіть вище статуї Ісуса Христа в Ріо-де-Жанейро, Бразилія.
Після того як погодні умови нанесли споруді значні пошкодження, допомогу з ремонтом просили надати кваліфікованих альпіністів з досвідом висотних робіт, бо висотний кран не дістає до деяких місць пам'ятника.